# Inquisitor lassulus
Inquisitor lassulus é uma espécie de gastrópode do gênero Inquisitor, pertencente a família Pseudomelatomidae.